# Ricardo Trigueño
Ricardo Alberto Trigueño Foster (sinh ngày 17 tháng 4 năm 1980) là một thủ môn bóng đá người Guatemala hiện tại thi đấu cho Club Xelajú MC ở Liga Nacional de Guatemala.

## Sự nghiệp câu lạc bộ
Trigueño khởi đầu sự nghiệp tại Aurora trước khi chuyển đến Suchitepéquez, nơi anh rời đi chỉ sau một mùa giải. Sau khi gia nhập Marquense năm 2005, anh đầu quân cho Petapa năm 2007. Cuối năm 2009, Marquense kiện lên CAS vì họ cho rằng vẫn sở hữu quyền thể thao của anh.

## Sự nghiệp quốc tế
Anh có màn ra mắt cho Guatemala vào tháng 1 năm 2003 trong trận giao hữu trước El Salvador và có 51 lần ra sân tính đến tháng 1 năm 2010. Anh từng đại diện quốc gia during the 2006 World Cup qualification campaign, as well as tại Cúp Vàng CONCACAF 2007